# Bertrand Crasson
Bertrand Crasson (* 5. Oktober 1971 in Brüssel) ist ein ehemaliger belgischer Fußballspieler und heutiger -trainer.

## Spielerkarriere

### Verein
Crasson begann seine Karriere 1982 bei dem Brüsseler Stadtteilverein Red Star Evere, von wo er 1984 in die Jugend des RSC Anderlecht wechselte. Dort rückte er 1989 in die erste Mannschaft auf, wo er sich ab der Saison 1990/91 als Rechtsverteidiger zum Stammspieler entwickelte. Am Ende der Saison wurde er zum besten Nachwuchsspieler der Saison gewählt. Mit Anderlecht wurde er bis zu seinem Wechsel zum SSC Neapel 1996 viermal belgischer Meister und gewann 1994 den belgischen Pokal.
Nach zwei Spielzeiten bei Neapel kehrte er 1998 zu seinem Stammverein nach Anderlecht zurück, mit dem er bis 2003 zwei weitere Meisterschaften gewann. 2003 wechselte Crasson zu Lierse SK, kehrte aber ein Jahr später nach Brüssel zurück, um für den FC Brüssel zu spielen. Dort beendete Crasson 2005 seine Karriere als Fußballprofi.

### Nationalmannschaft
Crasson bestritt 26 Spiele für die belgische Nationalmannschaft. Seinen einzigen Treffer erzielte er im Qualifikationsspiel zur Fußball-Weltmeisterschaft 1998, als er am 29. März 1997 beim belgischen 2:1-Sieg im Spiel gegen Wales in Cardiff das Tor zur 1:0-Führung schoss.
Bei der Fußball-Weltmeisterschaft 1998 in Frankreich stand Crasson im belgischen Aufgebot. Dort stand er im Auftaktspiel gegen die Niederlande in der Startelf. Nach 22 Minuten musste er verletzungsbedingt ausgewechselt werden und kam im weiteren Turnierverlauf nicht mehr zum Einsatz.

## Trainerkarriere
2012 wurde Crasson U23-Trainer beim BEC Tero Sasana FC in Thailand. Dort arbeitete er unter anderem mit den belgischen Cheftrainern Stéphane Demol und René Desaeyere sowie Sven-Göran Eriksson zusammen.
Im September 2019 wurde Crasson Assistent von Emilio Ferrera beim luxemburgischen Spitzenklub F91 Düdelingen.  Als Ferrera eine Woche später entlassen wurde, übernahm Crasson dessen Posten. In seinem ersten Spiel als Cheftrainer gewann er mit Düdelingen am ersten Spieltag der Europa-League-Gruppenphase mit 4:3 gegen APOEL Nikosia. Obwohl Crasson den Klub nach schwachem Saisonstart in der Liga vom zwölften auf den fünften Platz der aufgrund der COVID-19-Pandemie vorzeitig abgebrochenen Saison führte, wurde er im Mai 2020 entlassen.

## Erfolge
- Belgischer Meister: 1991, 1993, 1994, 1995, 2000, 2001
- Belgischer Fußballpokal: 1994
- Belgischer Jungprofi des Jahres: 1991